# Harjumaa
Harjumaa (zkráceně též Harju, plným názvem Harju maakond, tedy „kraj Harijsko“) je estonský historický kraj a zároveň jeden z patnácti krajů, v něž se administrativně člení současné Estonsko. Je nejlidnatějším estonským krajem — žije v něm přibližně 40 % obyvatel Estonska — a zároveň krajem, v němž se nachází estonské hlavní město Tallinn.

## Zeměpisné údaje
Kraj leží na severu Estonska při pobřeží Finského zálivu. Sousedí na jihu s krajem Raplamaa, na západě s krajem Läänemaa, na jihovýchodě s krajem Järvamaa a na východě s krajem Lääne-Virumaa. Má rozlohu 4 327 km².

## Osídlení a správní členění

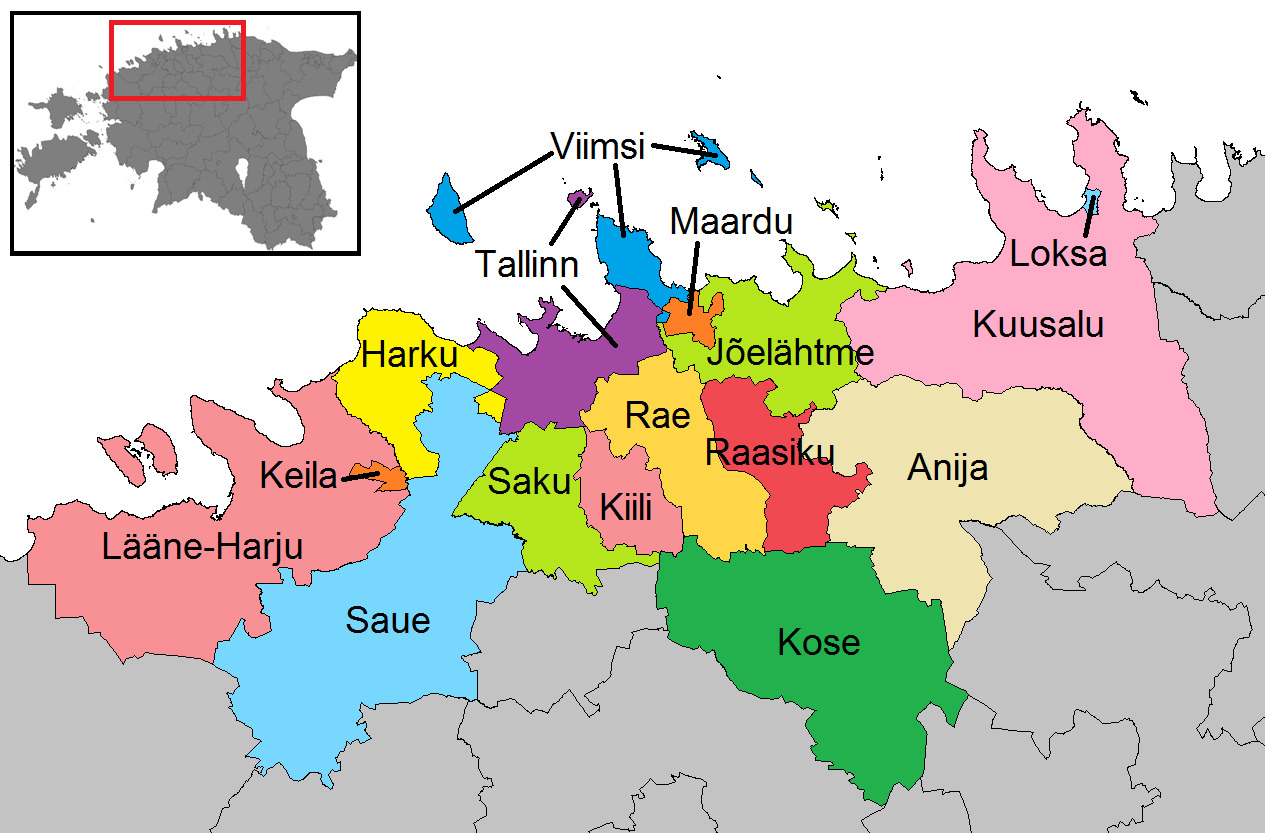
Mapa samosprávných jednotek v kraji

V roce 2020 žilo v kraji přibližně 605 000 obyvatel, z toho téměř tři čtvrtiny v hlavním městě Tallinn, které je jak správním centrem kraje, tak jeho největším sídlem a největší samosprávnou jednotkou. Kromě Tallinnu se v kraji nacházejí ještě města Maardu, Kehra, Keila, Saue, Paldiski a Loksa.
Kraj sestává z šestnácti samosprávných obcí, z toho jsou 4 statutární města a 12 venkovských obcí.
| Typ       | Obec        | Obyvatelstvo (1.1.2020) | Rozloha (km²) | Hustota zalidnění (obyv./km²) |
| --------- | ----------- | ----------------------- | ------------- | ----------------------------- |
| venkovská | Anija       | 6 217                   | 533,0         | 11,7                          |
| venkovská | Harku       | 15 197                  | 159,0         | 95,6                          |
| venkovská | Jõelähtme   | 6 553                   | 211,4         | 31,0                          |
| městská   | Keila       | 10 044                  | 11,2          | 896,8                         |
| venkovská | Kiili       | 5 657                   | 100,9         | 56,1                          |
| venkovská | Kose        | 7 177                   | 532,8         | 13,5                          |
| venkovská | Kuusalu     | 6 413                   | 709,5         | 9,0                           |
| městská   | Loksa       | 2 541                   | 3,8           | 668,7                         |
| venkovská | Lääne-Harju | 12 558                  | 645,7         | 19,4                          |
| městská   | Maardu      | 15 445                  | 23,4          | 660,0                         |
| venkovská | Raasiku     | 5 050                   | 159,0         | 31,8                          |
| venkovská | Rae         | 20 641                  | 206,8         | 99,8                          |
| venkovská | Saku        | 10 435                  | 170,0         | 61,4                          |
| venkovská | Saue        | 22 929                  | 627,6         | 36,5                          |
| městská   | Tallinn     | 437 619                 | 159,4         | 2 745,4                       |
| venkovská | Viimsi      | 20 553                  | 73,3          | 280,4                         |